# Kočí
Kočí är en ort i Tjeckien.   Den ligger i regionen Pardubice, i den centrala delen av landet, 100 km öster om huvudstaden Prag. Kočí ligger 256 meter över havet och antalet invånare är 562.
Terrängen runt Kočí är platt.Runt Kočí är det ganska tätbefolkat, med 80 invånare per kvadratkilometer. Närmaste större samhälle är Pardubice, 11,8 km nordväst om Kočí. I omgivningarna runt Kočí växer i huvudsak blandskog.